# 구평회
구평회(具平會, 1926년 6월 30일 ~ 2012년 10월 20일)는 대한민국의 기업인이다.
락희화학 뉴욕사무소장, 호남정유사 사장, 여수에너지사와 럭키금성상사, 럭키금성경제연구소의 회장 등을 지냈으며 한미경제협의회 회장, 태평양경제협의회 국제회장, 한국무역협회 회장, 한일경제협회 고문 등을 역임하고 2002년 올림픽 이전에는 2002 월드컵 유치위원장이 되었다. LG 창업고문이며 E1 명예회장이다.

## 가족관계
- 아버지 구재서(具再書)
- 어머니 진양 하씨(晉陽 河氏)
  - 형님 구인회 (1907년 ~ 1969년)
  - 형수 허을수 (1905년 ~ 1986년)
    - 조카 구자경 (1925년 ~ 2019년)
    - 조카 구자승 (1929년 ~ 1974년)
    - 조카 구자학 (1930년 ~ 2022년)
    - 조카 구자두 (1932년 ~ )
    - 조카 구자일 (1935년 ~ )
    - 조카 구자혜 (1937년 ~ 2009년)
    - 조카 구자영 (1939년 ~ )
    - 조카 구순자 (1943년 ~ )
    - 조카 구자극 (1946년 ~ )

  - 형님 구철회 (1911년 ~ 1975년)
  - 형님 구정회 (1918년 ~ 1978년)
  - 형님 구태회 (1923년 ~ 2016년)
  - 형수 최무 (1922년 ~ 2012년)
    - 조카 구자홍 (1946년 ~ 2022년)
    - 조카 구자엽 (1950년 ~ )
    - 조카 구자명 (1952년 ~ 2014년)
    - 조카 구자철 (1955년 ~ )
    - 조카 구근희 (1943년 ~ )
    - 조카 구혜정 (1948년 ~ )

  - 부인 문남
    - 장남 구자열 (1953년 ~ )
      - 손자 구동휘 (1982년 ~)
      - 손자며느리 박상민[2] (1990년 ~)

    - 차남 구자용 (1955년 ~ )
    - 삼남 구자균 (1957년 ~ )
    - 장녀 구혜원 (1959년 ~ )

  - 동생 구두회 (1928년 ~ 2011년)
  - 제수 유한선
    - 조카 구자은 (1964년 ~ )
    - 조카 구은정
    - 조카 구지희
    - 조카 구재희

## 이력
- 락희화학 뉴욕사무소장
- 호남정유사 사장
- 여수에너지사 회장
- 럭키금성상사 회장
- 럭키금성경제연구소 회장
- 한미경제협의회 회장
- 태평양경제협의회 국제회장
- 한국무역협회장
- 한일경제협회 고문
- 2002 월드컵 유치위원장
- LG 창업고문
- 한미협회장
- E1 명예회장[1]

## 기타
- 구태회 LS전선 명예회장
- 구두회 극동도시가스 명예회장